# Matthew Spriggs
Matthew James Thomas Spriggs (* 14. Oktober 1954 in Brockworth, Gloucestershire) ist ein britisch-australischer Archäologe und Anthropologe.

## Leben
Spriggs ist der Sohn von Thomas Frank Spriggs und Joyce Lancaster. Seine Schulzeit absolvierte er in der Grammar School (heute Upton Court Grammar School) von Slough, Berkshire. 1976 erlangte er den Bachelor of Arts am St. John’s College in Cambridge und 1980 den Master of Arts an der University of Cambridge (CANTAB). 1981 wurde er an der Australian National University (ANU) zum Ph.D. promoviert. Anschließend arbeitete er bis 1986 als außerordentlicher Professor in der Abteilung für Anthropologie an der University of Hawaiʻi at Mānoa, Honolulu. 1984 heiratete er die Linguistin Ruth Vatoa Saovana von Bougainville. 1987 wurde er Professor an der Australian National University.
Seine Forschung widmet sich vor allem der Archäologie der südostasiatischen und pazifischen Inseln sowie dem Studium der kornischen Sprache. Seine Interessengebiete umfassen die Geschichte der Archäologie, die archäologische Theorie, die Archäologie und Linguistik, Interaktionen zwischen Mensch und Umwelt, Politik und Archäologie sowie Analysen aus antiker DNA. Ein besonderes Augenmerk gilt der Geschichte der kornischen Sprache, da er selbst kornischer Abstammung ist. Von 2015 bis 2020 führte er ein Projekt über die Geschichte der pazifischen Archäologie durch, das durch das Australian Laureate Fellowships Program des Australian Research Council (ARC) finanziert wurde. Spriggs betrieb archäologische Feldarbeit in Indonesien, Osttimor, Neuguinea, dem Bismarck-Archipel, den Salomonen, Vanuatu, Neukaledonien und Hawaii. Insbesondere bekannt ist er für seine Arbeit zur Erforschung des Lapita-Friedhofs Teouma in Vanuatu. 1997 wurde er zum Professor für Archäologie in der School of Archaeology and Anthropology, College of Arts and Social Sciences an der ANU ernannt.  Zuvor war er leitender Wissenschaftler in Archäologie und Naturgeschichte am College of Asia Pacific.
2002 beschrieb er mit Jim I. Mead, David W. Steadman, Stuart H. Bedford und Christopher J. Bell die ausgestorbene Krokodilart Mekosuchus kalpokasi von Vanuatu. 2010 beschrieb er in Zusammenarbeit mit Arthur W. White, Trevor H. Worthy, Stuart Hawkins, Stuart Bedford die ausgestorbene Schildkrötenart Meiolania damelipi von der zu Vanuatu gehörenden Insel Efate.
2024 wurde Spriggs zum Mitglied der Academia Europaea gewählt.

## Dedikationsnamen
1990 benannten Tim Flannery und Stephen Wickler die Rattenart Solomys spriggsarum von den Salomonen zu Ehren von Matthew und Ruth Savoana-Spriggs.